# Mattias Ståhl

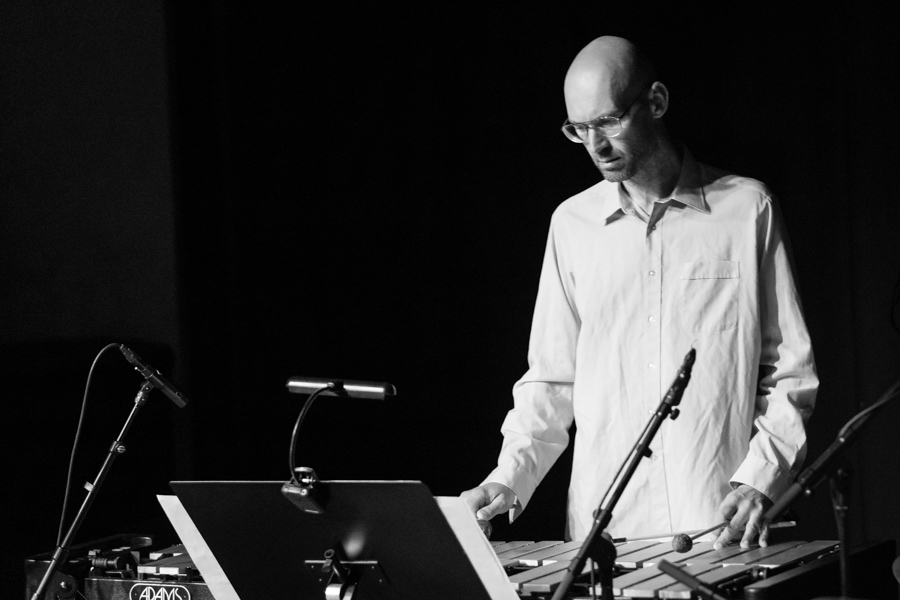
Mattias Ståhl (2019)
Bild: Tore Sætre

Mattias Ståhl (* 11. Dezember 1971 in Oskarshamn) ist ein schwedischer Jazz-Vibraphonist (auch Marimba, Glockenspiel, Harmonika, Synthesizer, Perkussion) und Komponist.

## Leben
Ståhl arbeitete u. a. mit Eirik Hegdal's Team Hegdal, Cecilia Persson und dem Trondheim Jazz Orchestra.  Im Bereich des Jazz war er zwischen 1999 und 2024 an 70 Aufnahmesessions beteiligt, u. a. mit Lennart Åberg, Bengt Berger, Fredrik Nordström, Lina Nyberg, Alberto Pinton und Per Tjernberg.
2001 legte er das Trioalbum Stahls Bla vor, das er mit Joakim Milder, Filip Augustson und Thomas Strønen aufgenommen hatte. Seit Beginn der 2010er-Jahre spielt er in der Formation Angles mit Martin Küchen, Magnus Broo, Mats Äleklint, Johan Berthling, Kjell Nordeson. Gegenwärtig bildet er mit dem Bassisten Joe Williamson und Drummer Christopher Cantillo ein Trio, für das er auch komponiert. Mit dem Sestetto Contemporeano von Alberto Pinton (Layers) trat er 2021 bei JazzBaltica auf. Zu hören ist er u. a. auch auf Per Texas Johanssons Album Den sämsta lösningen av alla (2023) und auf Jorden vi ärvde (2025) des Vilhelm Bromander Unfolding Orchestra.
Der Musiker lebt in Stockholm.

## Auszeichnungen
- 2002: Swedish Radio Award als Newcomer of the Year für das Album Ståhls blå.

## Diskographische Hinweise
- Ståhls Blå: Schlachtplatte (2004), mit Joakim Milder, Håkon Kornstad, Filip Augustson, Thomas Strønen
- Sten Sandell/Mattias Ståhl: Grann Musik (Neighbour Music) (Clean Feed Records, 2007)
- Angles: Every Woman is a Tree (Clean Feed, 2007), mit Magnus Broo, Mats Äleklint, Martin Küchen (as), Mattias Ståhl (vib), Johan Berthling (b), Kjell Nordeson
- Angles 8: By Way of Deception (Clean Feed, 2011), mit Goran Kajfeš, Mats Äleklint, Martin Küchen, Eirik Hegdal, Alexander Zethson, Johan Berthling, Kjell Nordeson
- Jag Skulle Bara Gå Ut (2014)[3]
- Se Och Hör: Se Mig, Hör Mig, Känn Mig (2017), mit Niklas Barnö, Anna Högberg, Mattias Ståhl, Emil Skogh,  Dennis Egberth
- Ståhls trio: Källtorp Sessions, Volume One (Moserobie, 2019), mit Joe Williamson, Christopher Cantillo
- I.P.A.: Bashing Mushrooms (2020), mit Ingebrigt Håker Flaten, Håkon Mjåset Johansen, Atle Nymo, Magnus Broo
- Ståhls Trio: Kålltorp Sessions Vol. 2 (Moserobie, 2021)